# بعد كسيري
البعد الكسيري هي نسبة تعطي إشارة إحصائية حول التعقد. قد يكون البعد الكسيري عدداً غير صحيح.